# ドリタン・メフメティ
ドリタン・メフメティ（Dritan Mehmeti 、1980年1月9日 - ）は、アルバニア・ティラナ出身の元サッカー選手。サッカー指導者。現在はアルバニア・スーペルリーガ・FKパルティザニ・ティラナでフランコ・レルダ監督の下でアシスタントコーチを務める。